# Tae Crowder
Dequartavious Crowder (Pine Mountain, Georgia, 12 de marzo de 1997) más conocido como Tae Crowder, es un jugador profesional estadounidense de fútbol americano que se desempeña en la posición de linebacker en Tennessee Titans, equipo de la National Football League (NFL).

## Carrera
Fue seleccionado en la séptima ronda en la Reunión Anual de Selección de Jugadores de la NFL de 2020. Hizo su debut profesional con el equipo New York Giants, en el cual jugó tres temporadas (2020-2023), luego pasó a Tennessee Titans, donde lleva jugando una temporada.